# سیمون گوزی
سیمون گوزی (انگلیسی: Simone Gozzi؛ زادهٔ ۱۳ آوریل ۱۹۸۶) بازیکن فوتبال اهل ایتالیا است.
از باشگاه‌هایی که در آن بازی کرده‌است می‌توان به باشگاه فوتبال مودنا، باشگاه فوتبال آلساندریا، باشگاه فوتبال کالیاری، باشگاه فوتبال رجانا، و باشگاه فوتبال پرو ورچلی اشاره کرد.